# Stadtbibliothek Osnabrück
Die Stadtbibliothek der Stadt Osnabrück wurde 1902 als kommunale Einrichtung „Städtische Bücher- und Lesehalle Osnabrück“ gegründet. Sie umfasst mehr als 200.000 Medien und zählt jährlich 220.000 Besucher. Seit 1957 besitzt sie eine Jugendbücherei, seit 1968 eine Musikbibliothek und seit 1975 einen Bücherbus.

## Geschichte

### Ursprünge als Volksbibliothek
Die Ursprünge der Stadtbibliothek liegen in der 1869 von Rittmeister Eberhard Friedrichs eingerichteten Volksbibliothek, für welche er seine eigenen Räumlichkeiten zur Verfügung stellte. Sie hatte jeden Mittwoch und Sonntag von 11 bis 13 Uhr geöffnet. Zusammen mit einer Gruppe von liberalen Bürgern gelang es Friedrichs, die Unterstützung des Stadtrat Osnabrück für das Projekt zu gewinnen. Es wurden kostenlos Räumlichkeiten und eine finanzielle Unterstützung in Höhe von 25 Talern im Jahr zur Verfügung gestellt. Da die Idee einer öffentlichen Bibliothek steigenden Anklang fand, wurde 1902 die Städtische Bücher- und Lesehalle Osnabrück in der Hakenstraße eröffnet.

### Stadtbücherei Osnabrück
Ab 1950 wurde die Bibliothek als Stadtbücherei Osnabrück bezeichnet. Damals umfasste der Bestand 1.500 Bücher. 1952 zog die Stadtbücherei mit einem Bestand von inzwischen 22.000 Bänden in die Große Straße um. Ein Jahr später zog die Stadtbücherei in das Offizierskasino gegenüber dem Schloss Osnabrück ein und richtete sich als Freihandbibliothek aus. Eine Jugendbücherei wurde im Jahr 1957 eingerichtet. 1964 wuchs der Bestand durch Leihgaben der Privatbibliothek Barenaue und der Bibliothek Hünnefeld weiter. Ab 1966 erfolgte der Verbuchungsvorgang mit Hilfe von Lochkarten fotomechanisch. Die Buchbestände des Carolinums sowie des Ratsgymnasiums wurden 1967 in die Stadtbücherei aufgenommen. Daraufhin entstanden mehrere Stadtteilbibliotheken als Ableger in den Stadtteilen Neustadt, Eversburg, Schinkel und Haste. Außerdem wurde 1968 eine Musikbibliothek im Ledenhof eröffnet.

### Stadtbibliothek Osnabrück
Zum 100-jährigen Jubiläum 1969 erhielt die Stadtbibliothek Osnabrück ihren heutigen Namen. Der Bücherbus nahm seinen Betrieb im Jahr 1975 auf. In den folgenden Jahren wuchs der Bestand weiter und wurde 1986 durch Videos erweitert. 1990 wurde die Verbuchung auf ein EDV-System umgestellt.
Der heutige Standort der Bibliothek, am Markt 1, wurde im Jahr 1992 bezogen. Das Gebäude besteht aus einem Eckkubus und einem auf Stützen stehenden Baukörper, welcher neben der historischen Häuserzeile am Markt eingebettet ist. Dabei handelt es sich um ein ehemaliges Gebäude der Stadtverwaltung, die zuvor in das Stadthaus umgezogen war.
2006 wurde auch die Musikbibliothek in den zentralen Standort integriert. Die Stadtbibliothek erhielt für diesen Standort 2010 das Zertifikat „Bibliothek mit Qualität und Siegel“ nach dem niedersächsischen Kriterienkatalog für Großstadtbibliotheken. Im Jahr 2010 mussten die Stadtteilbibliotheken aus finanziellen Gründen geschlossen werden.
Im Rahmen der weiteren Digitalisierung werden die Verbuchungsvorgänge seit 2012 durch RFID und Ausleihterminals abgewickelt. 2013 wurde in Kooperation mit den Bibliotheken in Georgsmarienhütte und Bramsche mit dem Aufbau einer virtuellen Bibliothek „ebib2go“ begonnen. 2019 feierte die Stadtbibliothek Osnabrück ihr 150-jähriges Bestehen.